# Hulodes divisa
Hulodes divisa là một loài bướm đêm trong họ Erebidae.